# Naar Anna
Naar Anna is een korte film uit 2007 die is geproduceerd in het kader van Kort! 7.

## Inhoud
Anna wordt van haar nieuwe school gehaald door haar vader. Hij krijgt haar echter niet zomaar mee. Hij moet veel vragen beantwoorden van diverse achtereenvolgende ambtenaren waarna hij doorgestuurd wordt naar weer een andere kamer in het futuristische gebouw. Hij wordt ingedeeld in verschillende kleurenfases. Steeds kan hij vanuit het raam zijn dochter zien spelen op de speelplaats en dat andere ouders een voor een hun kind mogen ophalen, maar hij blijft bestookt worden met irrelevante vragen en krijgt zijn dochter nog niet mee. Op een gegeven moment wordt de bureaucratie hem te veel maar zijn woede werkt averechts. Wanneer Anna alleen achterblijft op het schoolplein, ziet ze haar vader in het gebouw achter het raam staan. De omgeving van het meisje verandert van een grasveld in een Mondriaanachtig schilderij. Van bovenaf zien we de vader ook in het Mondriaanlandschap staan en de dochter rent naar haar vader toe.

## Rolverdeling
Joost, vader van Anna:
- Reinout Bussemaker

Medewerkers van de school:
- Marcel Faber
- Tijn Docter
- Truus te Selle
- Joost Prinsen
- Bas Keijzer

Anna:
- Hannah Gielen